# Chișineu-Criș
Chișineu-Criș (en húngaro: Kisjenő) es una ciudad con estatus de oraș de Rumania en el distrito de Arad.

## Geografía
Se encuentra a una altitud de 95 m s. n. m. a 569 km de la capital, Bucarest.

## Demografía
Según estimación 2012 contaba con una población de 8 462 habitantes.
| 1948 | 1956 | 1966 | 1977  | 1992  | 2002  | 2012  |
| s/d  | s/d  | s/d  | 8 913 | 9 021 | 8 343 | 8 462 |